# Aphnaeus pongulina
Aphnaeus pongulina är en fjärilsart som beskrevs av Hans Fruhstorfer 1912. Aphnaeus pongulina ingår i släktet Aphnaeus och familjen juvelvingar. Inga underarter finns listade i Catalogue of Life.